# Susan Eisenberg
Susan Eisenberg est une actrice américaine.
Travaillant essentiellement en tant qu'actrice dans l'animation et l'industrie vidéoludique, elle est notamment connue pour être l'interprète du personnage de DC Comics Diana Prince / Wonder Woman dans plusieurs de ses apparitions depuis la série d'animation Justice League (2001-2006).
Eisenberg tient également le rôle de Viper dans la série d'animation Jackie Chan (2000-2005), ceux d'Ashelin et de Taryn dans la série de jeux Jak and Daxter (2003-2006), celui de la Gardienne Humaine dans la série de jeux Destiny (2015-) ou encore celui de la Sorcière du Château Grayskull (en) dans la série d'animation Les Maîtres de l'univers : Révélation (2021).

## Biographie

### Carrière

#### Wonder Woman
De 2001 à 2006, Eisenberg interprète le personnage de DC Comics Diana Prince / Wonder Woman dans la série d'animation Justice League, conclusion de l'univers partagé appelé DC Animated Universe lancé par la série Batman de 1992,.
Elle retrouve le personnage dans le film d'animation Superman/Batman: Apocalypse sorti en 2010, suite du film Superman/Batman: Public Enemies, d'après le comics Superman/Batman.
Pour le jeu MMO DC Universe Online sorti en 2011, Wonder Woman est dans un premier temps interprétée par Gina Torres mais Eisenberg remplace l'actrice quelque temps après la sortie du jeu[Quand ?]. En 2022, Eisenberg continue de jouer le personnage qui apparait dans plusieurs contenus téléchargeables additionnels qui sortent de manière régulière,,.
Elle prête sa voix à Wonder Woman dans le film d'animation Justice League: Doom sorti en 2012.
En 2013, elle reprend le personnage de Wonder Woman dans le jeu de combat Injustice: Gods Among Us. Elle reprend le personnage en 2017 dans  Injustice 2.

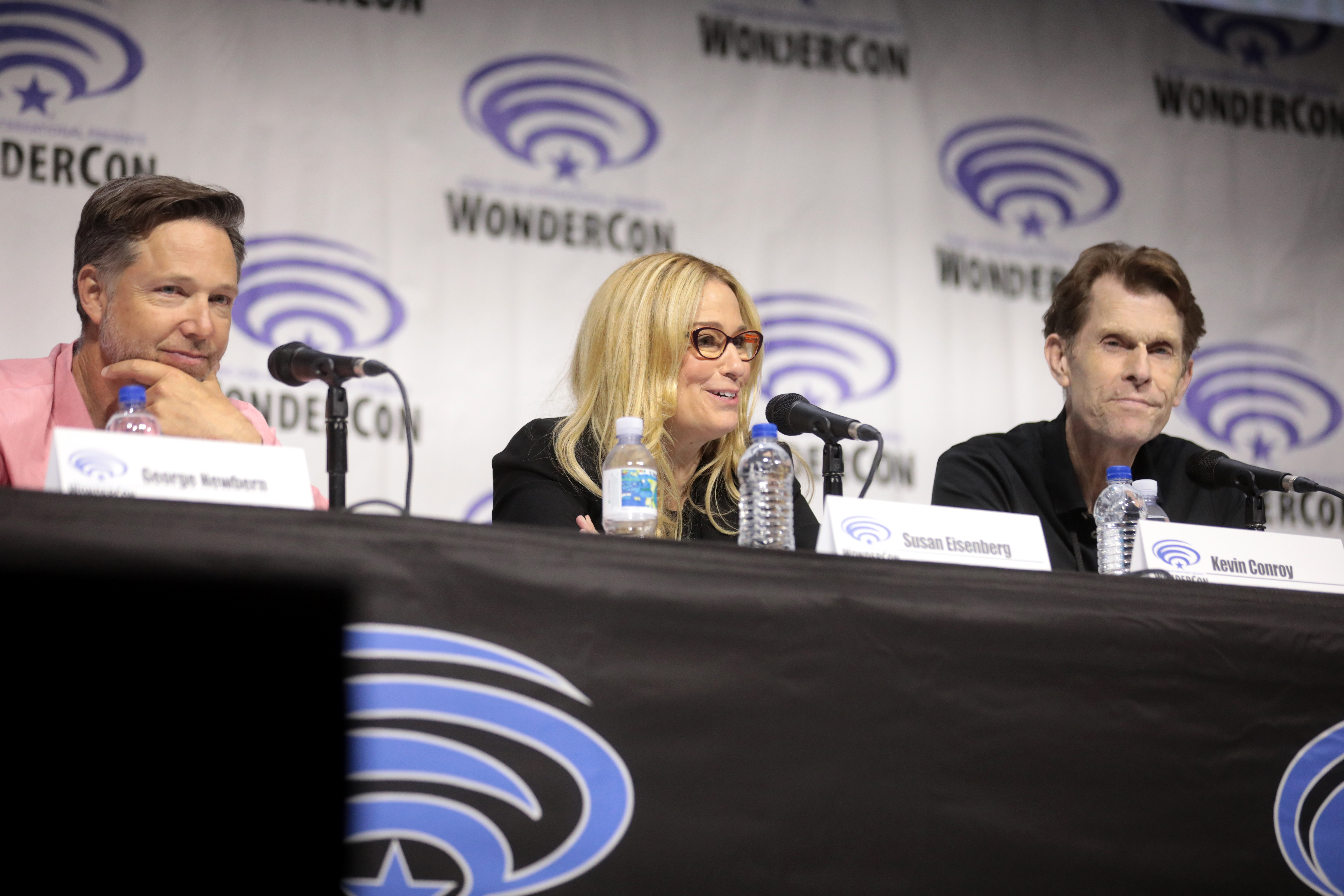
En 2019, aux côtés de ses camarades de jeu du DC Animated Universe, George Newbern et Kevin Conroy, pour la promotion du film Justice League vs. the Fatal Five.

En 2018, elle reprend le rôle de Wonder Woman dans le jeu Lego DC Super-Vilains.
En 2019, elle reprend le personnage dans Justice League vs. the Fatal Five, un film DC Universe Animated Original Movies faisant écho au DC Animated Universe.

#### Autres rôles
De 2000 à 2005, elle joue le rôle de Viper dans la série d'animation Jackie Chan.
De 2003 à 2006, elle prête sa voix à Ashelin dans la série de jeux Jak and Daxter. Elle interprète également le personnage de Taryn dans Jak X: Combat Racing (2005) et Daxter (2006).
En 2008, elle prête sa voix à la Jedi Shaak Ti dans le jeu vidéo Star Wars: The Force Unleashed,.
En 2011, elle prête sa voix à plusieurs personnages dans le jeu  The Elder Scrolls V: Skyrim.
En 2012, elle interprète la conseillère Asari Irissa dans le jeu Mass Effect 3.
En 2014, elle prête sa voix à la Gardienne Humaine dans le jeu de tir à la première personne Destiny. Elle joue également Gearshift dans Skylanders: Trap Team ainsi que dans Skylanders: SuperChargers sorti l'année suivante.
En 2017, elle reprend le rôle de la Gardienne Humaine dans le jeu de tir à la première personne Destiny 2.
En 2018, elle prête également sa voix à Mera dans le film d'animation Lego DC Comics Super Heroes: Aquaman: Rage of Atlantis (en).
En 2021, elle succède à Linda Gary pour le rôle de la Sorcière du Château Grayskull (en) dans la série d'animation Les Maîtres de l'univers : Révélation créée par Kevin Smith et faisant suite à la série d'animation Les Maîtres de l'Univers de 1983,.

## Filmographie

### Cinéma

#### Films d'animation
- 2010: Superman/Batman : Apocalypse : Diana Prince / Wonder Woman
- 2012 : La Ligue des justiciers : Échec (Justice League: Doom) :  Diana Prince / Wonder Woman
- 2018 : Lego DC Comics Super Heroes: Aquaman: Rage of Atlantis : Mera
- 2019 : Justice League vs. the Fatal Five : Diana Prince / Wonder Woman

### Télévision

#### Séries d'animation
- 1996 : Life with Louie (en) : Camp Secretary
- 1997 : Extreme Ghostbusters : voix additionnelles
- 2000 : Godzilla, la série (Godzilla: The Series) : Dr Candice Kirk
- 2000–2005 : Jackie Chan (Jackie Chan Adventures) : Viper
- 2001–2006 : La Ligue des justiciers (Justice League) : Diana Prince / Wonder Woman et Rampage (en)
- 2006 : Avatar, le dernier maître de l'air (Avatar: The Last Airbender) :  Sela
- 2010 : Super Hero Squad (the Super Hero Squad Show) : Power Princess (en)
- 2013 : DC Nation Shorts : Wonder Woman (en) : Diana Prince / Wonder Woman
- 2021 : Les Maîtres de l'univers : Révélation (Masters of the Universe: Revelation) : la Sorcière du Château Grayskull (en)

## Ludographie
- 2003 : Brute Force : Hawk
- 2003 : Jak II : Ashelin
- 2004 : Jak 3 : Ashelin
- 2005 : Jak X: Combat Racing : Ashelin et Taryn
- 2006 : Daxter : Taryn
- 2007 : Ratchet & Clank Future: Tools of Destruction : Tachyon Robot
- 2007 : Golden Axe: Beast Rider (en) : [Qui ?]
- 2008 : Star Wars: The Force Unleashed : Shaak Ti
- 2008 : Fracture : [Qui ?]
- 2008 : Aion: The Tower of Eternity : [Qui ?]
- 2011 : DC Universe Online : Wonder Woman (2e voix)
- 2011 : The Elder Scrolls V: Skyrim : des femmes vampires
- 2012 : Mass Effect 3 : la conseillère Irissa, Jona Sederis
- 2013 : Injustice: Gods Among Us : Diana Prince / Wonder Woman
- 2014 : Destiny : Gardienne Humaine
- 2014 : Skylanders: Trap Team : Gearshift
- 2015 : Skylanders: SuperChargers : Gearshift
- 2017 : Destiny 2 : Gardienne Humaine
- 2017 : Injustice 2 : Diana Prince / Wonder Woman
- 2018 : Lego DC Super-Villains : Diana Prince / Wonder Woman
- 2023 : Mortal Kombat 1 : Ashrah